# Simulium ichnusae
Simulium ichnusae es una especie de insecto del género Simulium, familia Simuliidae, orden Diptera.
Fue descrita científicamente por Rivosecchi, 1993.